# تک گروه J-M267
تک گروه J-M267 که معمولاً با نام تک گروه J1 نیز شناخته می شود، یک زیرشاخه (شاخه) از هاپلوگروه Y-DNA J-P209 (که معمولاً با نام هاپلوگروپ J شناخته می شود) همراه با هاپلوگروه کلاسیک J-M172 (که معمولاً به عنوان هاپلوگروه J2 شناخته می شود) است. گاهی به اشتباه این هاپلوگروپ را متعلق به عرب میدانند، درحالیکه هاپلوگروپ‌ها متعلق به نژاد خاصی نیستند و هر نژادی ممکن است هاپلوگروپ‌های مختلفی داشته باشد. این بخاطر این است بیشترین فراوانی این هاپلگروپ در میان عرب‌زبانان خاورمیانه است.
مردان از این دودمان دارای یک نیای پدری مشترک هستند که با حضور جهش پلی مورفیسم تک نوکلئوتیدی (SNP) به نام M267 که در (Cinnioğlu 2004)   اعلام شد، نشان داده و تعریف می شود. این هاپلوگروپ امروزه در بسامدهای قابل توجهی در بسیاری از مناطق درون یا نزدیک شبه جزیره عربستان و غرب آسیا یافت می شود. در خارج از قاره آسیایی که بومی محسوب میشود، با فرکانس های بسیار بالا در سودان یافت می شود. همچنین در بخش‌هایی از قفقاز ، اتیوپی و بخش‌هایی از شمال آفریقا و در میان بیشتر مردم شام، از جمله، به میزان بسیار بالا ولی کمتر یافت می‌شود. گروه های یهودی ، به ویژه آنهایی که نام خانوادگی کوهن دارند. همچنین در بخش‌هایی از جنوب اروپا و تا شرق آسیای مرکزی می‌توان آن را بسیار کم‌تر، اما گاهی به مقدار قابل توجهی یافت.

## منبع
1. ↑  Singh S; Singh A; Rajkumar R; Sampath Kumar K; Kadarkarai Samy S; Nizamuddin S; et al. (2016). "Dissecting the influence of Neolithic demic diffusion on Indian Y-chromosome pool through J2-M172 haplogroup". Scientific Reports. 6: 19157. Bibcode:2016NatSR...619157S. doi:10.1038/srep19157. PMC 4709632. PMID 26754573.
2. ↑  J1
3. ↑  Sahakyan, Hovhannes; Margaryan, Ashot; Saag, Lauri; Karmin, Monika; Flores, Rodrigo; Haber, Marc; Kushniarevich, Alena; Khachatryan, Zaruhi; Bahmanimehr, Ardeshir; Parik, Jüri; Karafet, Tatiana; Yunusbayev, Bayazit; Reisberg, Tuuli; Solnik, Anu; Metspalu, Ene (2021-03-23). "Origin and diffusion of human Y chromosome haplogroup J1-M267". Scientific Reports (به انگلیسی). 11 (1): 6659. Bibcode:2021NatSR..11.6659S. doi:10.1038/s41598-021-85883-2. ISSN 2045-2322. PMC 7987999. PMID 33758277.
4. ↑  Rebai, Ahmed. "Synthetic review on the genetic relatedness between North Africa and Arabia deduced from paternal lineage distributions".